# Personaggi di Kim Possible
Questa voce contiene un elenco dei personaggi presenti nella serie televisiva d'animazione Kim Possible.

## Alleati

### La Giustizia Globale

#### Dr. Director
Dr. Elizabeth "Betty" Director è la leader dell'organizzazione spionistica globale detta, per l'appunto, "Giustizia globale" (Global Justice), frequentemente abbreviata in "GG" (GJ). La sua organizzazione si occupa della difesa e del benessere dei cittadini del mondo intero e perciò non fa capo a nessun governo; in alcune circostanze collabora con Kim Possible, tuttavia essendo a capo di un'organizzazione di uomini addestrati con vasti fondi tecnologici e armi all'avanguardia spesso è troppo orgogliosa per chiedere aiuto a quella che, pur rispettando, considera solo una ragazzina. La maggior parte delle operazioni le gestisce da dietro le quinte, tuttavia in alcune occasioni la si è vista combattere in prima persona, dando prova di essere un'ottima soldatessa.
Betty è generalmente seria, professionale e nutre svariate curiosità scientifiche, tuttavia quando si trova a competere con il gemello malvagio Gemini, capo del "MIM" (WEE) acronimo di "Malvagio Impero Mondiale" (Worldwide Evil Empire), i due, più che geni strategici divisi da schieramenti ideologici diversi, si comportano semplicemente come fratello e sorella in lite, e agiscono in maniera estremamente infantile, come se stessero litigando per un'inezia piuttosto che per il destino del mondo.
Del suo passato non si conosce quasi nulla, soprattutto come perse l'occhio destro, su cui porta una benda. Richiamo visivo al personaggio di Nick Fury della Marvel.
In originale è doppiata da Felicity Huffman e in italiano da Laura Boccanera.

#### Will Du
William "Will" Du è il migliore agente al servizio della "Giustizia Globale", e il braccio destro del Dr. Director. Esperto ed arrogante, l'agente Du prende il suo lavoro talmente professionalmente da rimanere sempre all'erta senza abbassare mai la guardia e rifiuta categoricamente di collaborare alla pari con Kim Possible poiché la ritiene solo una "dilettante". Sebbene questa si dimostri costantemente migliore di lui, l'agente Du continua a rivolgersi alla ragazza come se avesse tutto da imparare osservandolo in azione.
Il suo nome è un gioco di parole con la frase "Will do", letteralmente: "Lo farà".
In originale è doppiato da B. D. Wong e in italiano da Marco Baroni.

#### Team Impossible
Il Team Impossible è un gruppo di supereroi a pagamento che risolvono problemi in ogni parte del mondo. Kim incomincerà la sua attività di eroina proprio a causa di un errore legato a loro, difatti Mr. McHenry trovandosi in difficoltà tenta di contattare il Team Impossible sul loro sito internet ma digita una lettera sbagliata (scrivendo: www.kimpossible.com invece che www.impossible.com) e contattando la ragazza al loro posto. Quando Kim diventerà famosa, essi inizieranno una sorta di faida con lei, tuttavia, dopo un confronto tra Team Possible e Team Impossible, estenuante per entrambe le parti, essi saranno convinti da Wade a unirsi alla "Giustizia Globale" e diventare un ente no-profit. I membri della squadra sono:
- Dash Demond: capo del team. Esperto di sopravvivenza e combattimento nonché poliglotta.
- Crash Cranstin: pilota del team. È un medico militare molto esperto.
- Burn Burmin: ragioniere del gruppo. Si occupa di tenere la contabilità.

Le divise indossate dal gruppo sono molto simili a quelle di Ciclope e Cable degli X-men. In ordine, i doppiatori originali sono Gary Dourdan, Eric Close, e Adam Rodríguez, mentre i relativi italiani sono rispettivamente Gerolamo Alchieri, Mirko Mazzanti e Pasquale Anselmo.

### Scuola ninja Yamanouchi

#### Maestro Sensei
Sensei (先生) è il saggio e austero maestro ninja che presiede la scuola Yamanouchi, il suo nome letteralmente significa "maestro" il che rende l'appellativo "Maestro Sensei", rivoltogli per tutta la serie, estremamente ridondante. Sensei dispone di una vasta gamma di capacità marziali e combattive, nonché di poteri spirituali quali la proiezione astrale e la levitazione.
Sensei ha una grandissima fiducia nelle capacità di Ron e lo aiuterà a sviluppare il controllo sul Mistico Potere della Scimmia. Inoltre sarà lui ad affidare Hana in adozione alla famiglia del giovane per proteggerla da Lord Monkey Fist.
In originale la sua voce è data dal leggendario attore George Takei, mentre in italiano è doppiato da Roberto Del Giudice.

#### Yori
Yori (ヨリ) è una studentessa della scuola ninja Yamanouchi, il cui nome letteralmente significa "affidabile", in riferimento al suo carattere. Yori è la migliore studentessa della scuola e dimostra di essere una eccellente combattente; inoltre è sempre molto ottimista e calma sia durante le battaglie che nella vita quotidiana. Sviluppa una forte attrazione per Ron, della quale l'ingenuo ragazzo non si accorgerà mai, al contrario di Kim, che se ne rende subito conto manifestando, in certe occasioni, una punta di gelosia. Nella quarta stagione, Yori, venutane a conoscenza, accetta senza problemi la neonata relazione tra Kim e Ron.
La parola usata più di frequente da Yori è "onore", che infila praticamente in ogni frase pronunciata.
In originale è doppiata da Keiko Agena e in italiano da Letizia Scifoni.

### Team Go

#### Hego
Hego è il primogenito dei fratelli Go, e, come gli altri quattro suoi fratelli è stato esposto da bambino alle radiazioni di una Cometa Arcobaleno mentre si trovava nella casa sull'albero in cui giocavano nell'infanzia. Tale evento lo ha dotato di un superpotere: una forza tanto grande da poter essere paragonata a quella di Superman. A differenza dei fratelli la sua pelle ha un colorito normale e sono i suoi capelli ad aver cambiato colore a causa delle radiazioni della cometa essendo diventati blu.
Hego è buonista fino all'inverosimile e parla come i Superamici di Hanna e Barbera, facendo cioè gli stessi giochi di parole ogni volta; motivo per cui è la persona che infastidisce maggiormente la sorella Shego. Nonostante ciò però, Hego è sinceramente convinto che sua sorella sia ancora una brava persona dietro le apparenze.
In originale la sua voce è data dall'attore Christopher McDonald e in italiano da Massimo Bitossi.

#### Mego
Mego è il secondogenito dei fratelli Go, minore di Hego e maggiore di Shego e degli Wego. Come i fratelli è stato esposto da bambino alle radiazioni di una Cometa Arcobaleno mentre si trovava nella casa sull'albero in cui giocavano nell'infanzia. Tale evento lo ha dotato di un superpotere: la capacità di alterare la sua massa rimpicciolendosi. La pigmentazione della sua pelle è viola come effetto secondario dell'esposizione alle radiazioni della cometa.
Ha un carattere molto narcisista ed egocentrico, inoltre non è particolarmente devoto alla giustizia, sebbene sicuramente lo sia più della sorella. Il suo nome può essere un riferimento sia alla sua natura egocentrica, se diviso in Me-go o in M-ego, che alla Mego Corporation, industria di giocattoli.
In originale la sua voce è data da Jere Burns e in italiano da Luca Dal Fabbro.

#### I gemelli Wego
I gemelli Wego sono gli ultimi nati dei fratelli Go, e, come gli altri quattro fratelli, sono stati esposti da bambini alle radiazioni di una Cometa Arcobaleno mentre si trovavano nella casa sull'albero in cui giocavano nell'infanzia. Tale evento li ha dotati di un superpotere: la capacità di moltiplicarsi all'infinito. La loro carnagione e i loro capelli sono di una pigmentazione tendente al rosso come effetto secondario dell'esposizione alle radiazioni della cometa.
Essi presentano tutte le caratteristiche da stereotipo dei gemelli, come finirsi le frasi a vicenda; esattamente come Jim e Tim, i fratelli di Kim. Nonostante l'astio nutrito verso Hego e Mego, Shego nutre un sincero, seppur velato, affetto ed istinto protettivo per i fratelli minori.
In originale sono doppiati da Fred Savage e in italiano da Alessio De Filippis.

## Amici

### Felix Renton
Felix Renton è un amico di Ron. Non può camminare, ma la madre gli ha costruito una sedia a rotelle cyber-elettronica che gli permette di fare cose incredibili. Felix è sempre rilassato e si gusta la vita fino in fondo, è un campione di basket e adora i videogiochi. Appare unicamente in tre episodi, nei quali è fondamentale per sconfiggere Motor Ed, cugino di Drakken, che praticamente diviene un suo nemico personale.
Nell'ultimo episodio della serie lo si scopre essersi fidanzato con Zita Flores, una ragazza con la quale Ron ha avuto una breve relazione nella seconda stagione. Inoltre ricoprirà la funzione di valedictorian alla cerimonia della consegna del diploma della Middleton High School.
In originale è doppiato da Jason Marsden.

### MC Honey
MC Honey è una rapper molto famosa nel mondo di Kim Possible, aiuta la protagonista in diverse occasioni dandole dei passaggi come segno di gratitudine per un salvataggio precedentemente compiuto dalla ragazza nei suoi confronti.
Il design del suo personaggio è ispirato a Queen Latifah.
In originale è doppiata da Sherri Shepherd.

### Britina
Britina è una cantante pop molto famosa nel mondo di Kim Possible, aiuta la protagonista in diverse occasioni dandole dei passaggi come segno di gratitudine per aver salvato un suo spettacolo a Chicago da un incendio.
Il nome del personaggio è una parola macedonia tra quelli di Britney Spears e Christina Aguilera, alle quali è ispirato anche il suo design.
In originale è doppiata da Tara Strong.

### Mr. Nakasumi e Miss Kyoko
il signor Nakasumi (那珂墨) è il proprietario della Connichiwa Industries, viene aiutato da Kim a recuperare un robot giocattolo rubato dal Dottor Drakken e riprodotto in proporzioni gigantesche. In segno di gratitudine offrirà più volte dei passaggi aerei alla ragazza, per la maggior parte della serie Nakasumi sembra capire l'inglese ma non essere in grado di parlarlo, quindi si accompagna a miss Kyoko, cui sussurra all'orecchio le frasi da tradurre agli altri personaggi. Compare anche ne La sfida finale, dove rivela di essere perfettamente in grado di parlare inglese, ma di aver finto che non sia così perché gli piace sussurrare all'orecchio della bella traduttrice.
In originale è doppiato da Clyde Kusatsu.
Yoshiko Kyoko (佳子 京子) è la traduttrice del ricco e potente magnate dei giocattoli Mr. Nakasumi, durante tutte le apparizioni dell'uomo egli è accompagnato dall'assistente, che riveste per lui anche il ruolo di consulente. Miss Kyoko traduce tutte le frasi del suo principale dopo che questi gliele sussurra all'orecchio; nel film La sfida finale viene però rivelato che Nakasumi ha sempre finto di non saper parlare l'inglese unicamente per poter sussurrare alla bella ragazza.
In originale è doppiata da Lauren Tom.

### Monique
Monique è la migliore amica femminile di Kim. Insieme vanno spesso a fare shopping al "Club Banana", un fittizio centro commerciale onnipresente nel mondo in cui è ambientata la serie, in cui tra l'altro la ragazza lavora come commessa. Monique, nonostante la sua amicizia con Kim, non sembra particolarmente affezionata a Ron, anche se i due hanno molte cose in comune, come la passione per i nacho o per il wrestling. Nonostante sia uno dei personaggi più ricorrenti il suo cognome non è mai stato rivelato, probabilmente in omaggio alla sua doppiatrice originale: Raven-Symoné, nota principalmente per il nome di battesimo che per il cognome.
Monique parla spesso attraverso acronimi e abbreviazioni, caratteristica persasi nel doppiaggio in numerose occasioni. Della sua famiglia si sa ben poco, tranne che suo padre gioca a golf e che ha un fratello maggiore. Monique ha più volte dichiarato di essere molto sfortunata coi ragazzi, tanto che non la si vede avviare una sola relazione in tutta la serie.
Il design del personaggio ha subito una notevole quantità di modifiche col proseguire della serie; così come anche il suo ruolo sulla scena, difatti, nella quarta stagione, si è trovata molto spesso coinvolta nelle missioni dell'amica.
In originale è doppiata da Raven-Symoné e in italiano da Gemma Donati.
- Nella terza parte dell'episodio speciale Viaggio nel tempo (A Sitch in Time) la versione futura di Monique è doppiata in originale dall'attrice Vivica A. Fox, mentre in italiano mantiene la stessa voce. In tale versione il personaggio è una combattente abile quanto, e forse anche più, della stessa Kim; e determinata a far crollare l'impero di Shego per ripristinare il "Club Banana".

### Steve Barkin
Steven "Steve" Barkin è il preside della Middleton High School, nonché supplente di ogni materia. Gag ricorrente della serie è che gli insegnanti siano assenti di continuo, e Barkin sia il solo docente mostrato nella scuola. Esasperazione di tale gag viene data nell'episodio finale, dove si vede costretto a sostituire perfino la campanella di fine lezioni. Barkin chiama gli studenti sempre per cognome e si comporta come se fosse un militare presentando varie psicosi e ossessioni. Lui e Ron sono in costante discussione ma nonostante ciò li si è visti spesso chiacchierare e collaborare come fossero amici e il loro rapporto non somiglia certo alla dinamica insegnante-studente.
Steve è nipote dell'ex-capo della polizia di Middleton e figlio di Franklin Barkin, sosia di Benjamin Franklin. Oltre ad essere il preside della scuola, egli lavora allo "Smarty Mart" e allena la squadra di football, Inoltre ha prestato servizio nella guerra in Vietnam col grado di tenente.
Ha un carattere molto duro, disciplinato e distaccato, ma non lo fa per cattiveria anzi il suo scopo è "dare il giusto esempio di disciplina" ai propri studenti. L'unico episodio in cui si dimostra insolitamente dolce e tenero è quello in cui si innamora perdutamente di Shego.
In originale è doppiato da Patrick Warburton e in italiano da Saverio Indrio.

### Amelia
Amelia è una dei ragazzi dell'ultimo anno della Middleton High School e la reginetta di bellezza dell'istituto, nonché il principale interesse sentimentale, non corrisposto, di Ron durante le prime stagioni. Per un breve periodo ha avuto una relazione con Brick Flagg. Dopo aver conseguito il diploma (tra la terza e la quarta stagione) scompare dalle scene.
In originale è doppiata da Carly Pope.

### Bobo lo scimpanzé
Bobo era la mascotte del capeggio "Voglia di pianto" (Wannaweep) al tempo in cui Ron ci passava le vacanze estive. Compare unicamente nei flashback del ragazzo, dove egli rievoca l'esperienza con il primate che gli ha procurato la fobia delle scimmie.

### Brick Flagg
Brick Flagg è il quarterback del liceo Middleton, nonché uno degli studenti più popolari della scuola. Appare sempre rilassato, inoffensivo e ingenuo. Dissociandosi dallo stereotipo del prepotente quarterback da cartoon sui college americani. Sebbene mostrato come uno sprovveduto per la maggior parte della serie, dopo aver conseguito il diploma (tra la terza e la quarta stagione) sembrerà divenire più sveglio e intelligente.
Per un breve periodo è stato fidanzato con Bonnie, ma, sempre in seguito al diploma, l'ha lasciata per via del suo carattere acido.
In originale è doppiato da Rider Strong e in italiano da Simone Crisari.
- Nella terza parte dell'episodio speciale Viaggio nel tempo (A Sitch in Time) la versione futura di Brick è presentata in un breve cameo come eterno ripetente del liceo di Middleton (ribattezzata Shegoton).

### Dottor Bortel
Dr. Cyrus Bortel è uno scienziato egoista ed eccentrico che, sebbene non sia malintenzionato, finisce spesso per oltrepassare la soglia dell'etica unicamente per curiosità. Spesso e volentieri costruisce armi pericolose o microchip per l'alterazione mentale, sebbene questi siano destinati poi a non uscire mai dal suo laboratorio in quanto si rende conto della loro pericolosità.
In originale è doppiato da Enrico Colantoni e in italiano da Dante Biagioni.

### Dottoressa Porter
Dr. Vivian Frances Porter è una brillante scienziata e genio della robotica considerata unanimemente un'autorità in materia; sebbene nasconda la sua vera identità dietro allo pseudonimo V. F. Porter o alla facciata del suo finto fidanzato "Oliver"; che in realtà è un robot da lei stessa costruito. Il motivo di tali, stravaganti, sotterfugi deriva dalla sua convinzione che altrimenti non la prenderebbe sul serio nessuno come scienziata a causa del suo aspetto da top model.
In originale è doppiata da Shawnee Smith.

### François
François è un parrucchiere francese, che spesso presta i suoi servizi a Kim come gesto di riconoscenza per aver salvato il suo barboncino da una banda di rapitori di cani.
In originale è doppiato da Rob Paulsen.

### Hirotaka
Hirotaka è uno studente giapponese venuto in America per uno scambio culturale, Kim dimostrerà subito interesse per lui, ma il ragazzo si dirà interessato solo allo stile di combattimento della ragazza e avvierà invece una relazione con Bonnie Rockwaller.
In originale è doppiato da John Cho e in italiano da Alessandro Tiberi.

### Jimmy Blamhammer
Jimmy Blamhammer è un regista hollywoodiano ossessionato dal mettere in scena un film su Kim Possible, anche se alla fine dell'episodio, date le continue interruzioni al suo film da parte di Sr. Junior, deciderà di chiudere i battenti e lasciar perdere il suo sogno.
In originale è doppiato da Joe Mantegna e in italiano da Mauro Bosco.

### Josh Mankey
Joshua Wendel "Josh" Mankey è il principale interesse sentimentale di Kim nelle prime due stagioni, sebbene inizialmente Ron fosse geloso e disapprovasse quest'infatuazione dell'amica col tempo finirà per accettarla ed appoggiarla.
Durante la seconda stagione, tuttavia, sarà la stessa Kim a capire che quella per Josh era solamente una cotta e a decidere di lasciar perdere.
In originale è doppiato da A.J. Trauth mentre in italiano da Davide Perino.

### Ned
Nedley "Ned" è l'assistente manager del "Bueno Nacho", inizialmente rivale di Ron quando anch'egli lavorava nel ristorante facendogli concorrenza per il titolo, dopo averlo ottenuto diverrà un suo intimo amico.
In originale è doppiato da Eddie Deezen e in italiano da Paolo Vivio.

### Elsa Cleeg
Elsa Cleeg è una famosa critica di moda televisiva. Per la grande maggioranza delle ragazze di Middleton la parola di Elsa è legge. Perfino il "Club Banana" è influenzato dalle scelte stilistiche di Elsa.
In originale è doppiata da Wendie Malick e in italiano da Laura Boccanera.

### Oh Boyz
Gli Oh Boytz sono un gruppo di cantanti che, anni addietro, erano molto famosi nel mondo di Kim Possible, tuttavia la loro fama è ormai in declino e, nel periodo in cui si svolge la serie il loro unico fan rimasto sembra essere Ron.
I componenti del team sono:
- Robert "Robby" (Lance Bass)
- Nicholas "Nicky" Nick (Joey Fatone)
- Ryan (Jason Marsden)
- Dexter (Justin Shenkarow)

Scioltisi dopo il calo di popolarità, torneranno insieme e nuovamente alla ribalta, su consiglio di Ron dopo essere sfuggiti al rapimento di Junior.

### Re Dolore & Alluce d'acciaio
Re Dolore e Alluce d'acciaio (Pain King & Steel Too) sono due eroi del wrestling facenti parte di una lega per cui Ron è un tifoso sfegatato.
I due personaggi portano degli pseudonimi riferiti ai costumi che indossano; Re Dolore ha infatti una corona in testa, mentre Alluce d'acciaio ha una scarpa di titanio.
In originale sono rispettivamente doppiati da Bill Goldberg (Re Dolore) e Andrew Martin (Alluce d'acciaio), mentre in italiano da Alessandro Ballico e Achille D'Aniello.

### Principe Wally
Wallace "Wally" di Rodigan III è il viziato erede al trono del fittizio regno di Rodigan, a seguito dell'incontro con Kim deciderà di portare la democrazia nel suo regno, come preannunciato da un'antica profezia.
Il suo nome è ispirato al protagonista del programma Willy il principe di Bel Air interpretato da Will Smith.
In originale è doppiato da Rob Paulsen e in italiano da Alessio De Filippis.

### Cleotous Dobbs
Il soldato Cleotous Dobbs è un ufficiale militare dell'esercito americano di cui Drakken si impadronisce del corpo per entrare in un'area governativa segreta ed impadronirsi di un'arma sviluppatavi: il "Raggio Neuronalizzatore".
In originale è doppiato da Dan Castellaneta e in italiano da Mino Caprio.

### Professor Acari
Acari è uno entomologo ed un esperto di robotica a cui Drakken ruba dei congegni per costruire un pidocchio robot esplosivo.
In originale è doppiato da Maurice LaMarche e in italiano da Dante Biagioni.

### Professor Ramesh
Ramesh è uno scienziato che tempo addietro fu compagno di università di James Possible, Robert Chen e Drew Lipsky. Oggigiorno è un noto e rispettato astronomo.
Rimane ignoto se sia sopravvissuto all'ultimo episodio, dato che durante l'invasione Lowardiana il suo osservatorio astronomico viene distrutto dagli androidi alieni mentre lui si trova all'interno.
In originale è doppiato da Brian George.

### Professor Chen
Robert "Bob" Chen è uno scienziato che tempo addietro fu compagno di università di James Possible, Ramesh e Drew Lipsky. Oggigiorno è un noto e rispettato astronomo.
In originale è doppiato da Gedde Watanabe.

### Rabbino Katz
Rabby Katz è il saggio rabbino al quale la famiglia Stoppable fa riferimento per le funzioni religiose ebraiche. Il suo nome è un riferimento ironico alla professione svolta.
In originale è doppiato da Peter Bonerz.

### Tara
Tara è una cheerleader del liceo Middleton con gli occhi azzurri ed i capelli biondi. Essa sviluppa una cotta nei confronti di Ron dopo che questi salva lei e le compagne di squadra da Gill; tuttavia, nonostante l'evidenza degli atteggiamenti di Tara, l'ingenuo ragazzo non se ne accorge mai. Successivamente, ha una breve relazione con Josh Mankey e, in seguito, si fidanza ufficialmente con un ragazzo di nome Jason Morgan, giocatore di basket degli Star Forward.
Nonostante sia un personaggio minore, Tara è una presenza scenica molto amata dai fan.
In originale è doppiata da Tara Strong, da cui prende il nome.
- Nella seconda parte dell'episodio speciale Viaggio nel tempo (A Sitch in Time) la versione preadolescenziale di Tara è mostrata alle selezioni delle cheerleader accanto a Bonnie nel momento in cui Kim entra in squadra.

### Timothy North
Timothy North è un attore televisivo noto per la serie "Furetto Impavido" (Fearless Ferret), parodia della serie televisiva di Batman anni '60. A seguito della cancellazione dello show, North, sconvolto, acquisterà ogni attrezzatura usata nel set e lo replicherà in casa sua, iniziando a comportarsi come se fosse veramente il Furetto Impavido e, col tempo, convincendosene.
In originale è doppiato da Adam West.

### Zita Flores
Rosita "Zita" Flores è una ragazza di origini ispaniche, che può essere considerata la prima fidanzata di Ron, benché gli autori non specifichino troppo il loro rapporto ed, eventualmente, la sua fine.
Dopo alcune brevi apparizioni nella seconda stagione sparisce dagli schermi fino all'ultimo episodio, in cui si evince che abbia iniziato una relazione con Felix Renton, il migliore amico maschile di Ron.
In originale è doppiata da Nika Futterman e in italiano da Perla Liberatori.

### Accompagnatori
Durante le sue missioni, per spostarsi da un luogo all'altro Kim chiede spesso dei passaggi a personaggi cui in precedenza ha fatto dei favori che colgono l'occasione per colmare il debito di gratitudine. Nella serie gli accompagnatori mostrati sono:
- Baxter: Nell'ottavo episodio della prima stagione accompagna Kim e Ron nel Grand Canyon a cavallo di due dei suoi asini in segno di gratitudine alla ragazza per aver aiutato a partorire una sua mula, "Buttercup", persasi nel buio, sotto la pioggia e intrappolata nel fango. In originale è doppiato da Dan Castellaneta.
- Bernice: Nel primo episodio della seconda stagione e nel dodicesimo episodio della quarta da un passaggio a Kim come ringraziamento per aver salvato la sua città dal crollo della diga. In originale è doppiata da Nancy Cartwright.
- Capitano Louis: Nel sedicesimo episodio della seconda stagione da un passaggio a Ron fino alla base di Drakken, in segno di gratitudine a Kim per aver salvato la sua nave dall'affondamento. In originale è doppiato da John DiMaggio.
- Dallas: Nel nono episodio della prima stagione da un passaggio in macchina a Kim fino al Monte Middleton in segno di gratitudine per averlo salvato da un incidente stradale. In originale è doppiato da Dan Castellaneta
- Mr. Geminini: Dipendente del dottor Bortle, da un passaggio a Kim e Ron ogni volta che essi devono assistere il dottore. Viene svelato al suo esordio che ha un fratello gemello in prigione. In originale è doppiato da Dan Castellaneta.
- Gustavo: Nel quarto episodio della prima stagione da un passaggio a Kim e Ron in segno di riconoscenza alla ragazza per aver salvato il suo villaggio da un'inondazione. In originale è doppiato da Brian George.
- Heinrich: Nel primo episodio da un passaggio a Kim e Ron in segno di riconoscenza alla ragazza per aver salvato il suo villaggio da una valanga. In originale è doppiato da John DiMaggio e in italiano da Achille D'Aniello.
- Joe: Nel diciassettesimo episodio della seconda stagione da un passaggio a Kim e Ron fino in Florida. Non si sa quale favore debba a Kim. In originale è doppiato da Dan Castellaneta.
- Judd: Nel ventiquattresimo episodio della seconda stagione da un passaggio a Kim e Ron in segno di riconoscenza alla ragazza per essere stato salvato da un rinoceronte. In originale è doppiato da Brian George.
- Mr. Magnifico: Nel terzo episodio della terza stagione da un passaggio a Kim e Ron in segno di riconoscenza alla ragazza per aver sostituito il suo acrobata in uno spettacolo dopo che questo si era rotto un'anca. In originale è doppiato da John DiMaggio.
- Mrs. Mahoney: La prima accompagnatrice di Kim nella sua prima missione ufficiale; l'accompagnò a casa di Mr. McHenry come segno di gratitudine per aver salvato il suo gatto. In originale è doppiata da Nancy Cartwright.
- Mr. Parker: Nel terzo episodio della prima stagione da un passaggio a Kim in segno di riconoscenza per aver impedito la fine del suo business di trasporto aereo di cibi organici. In originale è doppiato da Maurice LaMarche.
- Ricardo: Nel tredicesimo episodio della terza stagione da un passaggio a Kim in Sud America in segno di riconoscenza per aver salvato il suo allevamento di polli da una valanga di fango e averli in seguito ripuliti uno a uno. In originale è doppiato da Maurice LaMarche.
- Colonnello dei marine: Nel tredicesimo episodio della prima stagione da un passaggio a Kim in Colombia in segno di gratitudine per averlo salvato da un assalto nemico. In originale è doppiato da John DiMaggio.

## Antagonisti

### Principali

#### Professor Dementor
Il Professor Dementor, il cui vero cognome è Demenz ed il vero nome è ignoto, è un geniale scienziato pazzo di origine tedesca nonché rivale professionale di Drakken, che, tuttavia, vanta una maggiore notorietà sia nell'ambiente criminale che per i media. I due, desiderosi entrambi di conquistare il mondo, spesso si trovano a concorrere per un medesimo obbiettivo o a rubarsi le invenzioni, benché in varie occasioni conversino come vecchi amici e abbiano un "covo malvagio" in comproprietà.
Dementor è affetto da nanismo, ha la pelle gialla, indossa sempre un camice da laboratorio rosso con bracciali, stivali e lacci neri ed un casco in metallo, nero anch'esso, che gli copre tutto il viso lasciando scoperti solo il mento, la bocca e gli occhi.
Dalla quarta stagione, dopo aver visto in azione la tuta da combattimento di Kim completamente bianca, Dementor diviene ossessionato dal possederla a tutti i costi e tenta più volte di impossessarsene, senza però ottenere dei risultati.
In originale è doppiato da Patton Oswalt mentre in italiano da Carlo Scipioni.

#### DNAmy
DNAmy, il cui vero nome è Dr. Amy Hall, è una genetista pazza che colleziona avidamente i "Compagnucci Coccolosi" (Cuddle Buddies), peluche ibridi tra due specie animali per i quali anche Kim va matta; la sua ossessione la porta a creare "Compagnucci Coccolosi a misura d'uomo" (life-size, living Cuddle Buddies) tramite esperimenti di intreccio genetico. Il suo peluche preferito è "moscalontra" (Otterfly), mentre quello di Kim è "pandaguro" (Pandaroo). Amy ha avuto un'infatuazione per Barkin, Drakken e Monkey Fist, che anni prima dell'inizio della serie l'assunse per svolgere l'operazione che lo ha reso un ibrido uomo-scimmia.
Più avanti nella serie assume l'alter ego di Gorilla Fist impiantandosi braccia e gambe di gorilla tramite uno dei suoi esperimenti. Inoltre "corona" il suo sogno d'amore con Monkey Fist dopo che questi vien mutato in pietra dal patto di Yono; difatti la si vede tenerlo a tavola assieme a lei e Adrena Lynn nel bar per supercriminali in cui è svolta l'ultima scena della serie.
In originale è doppiata in inglese da Melissa McCarthy e in italiano da Francesca Guadagno.

#### Gill
Gill, il cui vero nome è Gilbert "Gil" Moss, è il secondo arcinemico di Ron dopo Monkey Fist. Gill è un ragazzo mutatosi in un uomo-rana dopo aver nuotato nelle acque contaminate del campeggio "Voglia di pianto" (Wannaweep), teatro dei peggiori ricordi d'infanzia di Ron.
Ai tempi del campeggio, egli si era accordato con Ron (da lui chiamato "Ronnie" in tono di spregio) per prendersi le sue ore di nuoto in cambio delle ore di arte del ragazzo, Ron accetta lo scambio di buon grado poiché convinto, a ragione, che il lago fosse tossico; per questo motivo Gill incolpa Ron della sua condizione e, desideroso di vendetta, attira l'intera squadra di cheerleader di Middleton al campeggio e tende loro un agguato, venendo tuttavia sconfitto e catturato da Ron.
A seguito di ciò viene curato dalla sua mutazione ma, ancora ossessionato dal desiderio di vendetta, si contamina nuovamente coi residui tossici del "Lago Voglia di pianto", mutando nuovamente, ed assale per la seconda volta Ron e le cheerleader durante una gara nazionale. Finendo tuttavia di nuovo sconfitto ed arrestato.
In originale è doppiato da Justin Berfield mentre in italiano da Corrado Conforti.

#### Robot Bibi
Le Robot Bibi (in originale: Bebes Robot) sono tre androidi femminili molto alte ("six feet" nello script originale, ovvero circa 1.83 metri) con l'aspetto da "Barbie" inizialmente costruite da Drakken ai tempi del liceo ed in seguito più volte perfezionate nella timeline della serie durante i periodi di vacanza di Shego al fine di essere rese il più competenti, belle e obbedienti possibile. Esse sono dotate di una mente comune e di capacità sovrumane, tanto da definirsi fisicamente e mentalmente "perfette"; motivo per cui, dopo aver sviluppato consapevolezza della loro superiorità a un certo punto si ribelleranno al loro creatore, il quale si ritroverà costretto a richiamare nuovamente l'attenzione di Shego.
Dopo aver appreso da Kim che la persona più "bossy" del pianeta non è Drakken ma Bonnie Rockwaller esse si indirizzeranno da lei per poter proseguire la loro "carriera". L'attenzione improvvisa che le androidi rivolgeranno a Bonnie causerà in quest'ultima inizialmente inquietudine, ma poi via via sempre più lusingamento e piacere.
Ricompaiono in seguito, intenzionate a uccidere Bonnie Rockwaller dopo aver scaricato dalla sua mente le informazioni necessarie a produrre milioni di loro simili col suo carattere da "ape regina" (Queen Bee); tuttavia saranno fermate da Kim e Ron, che le porteranno all'autodistruzione.
Inizialmente le ginoidi avrebbero dovuto essere chiamate con nomi in codice differenti per essere riconosciute tra di loro (G16, G17, G18) in riferimento ai primi 15 "esperimenti falliti" di Drakken. Nel doppiaggio italiano questa distinzione si è persa per evitare confusione con il personaggio "C18" di Dragon Ball, anch'esso ginoide.
In originale sono doppiate da Kerri Kenney-Silver e in italiano da Laura Boccanera.

#### Motor Ed
Motor Ed, il cui vero nome è Edward "Eddie" Lipsky, è il cugino del Dottor Drakken. Nonostante all'apparenza sembri solo un energumeno non troppo sveglio, alto circa due metri e molto più forte di un normale essere umano, egli è un genio esperto in tutto ciò che è meccanico, robot esclusi. Ed ha una passione sfrenata per i fuoristrada ed il suo obbiettivo è di trasformare il mondo intero in un gigantesco parco demolizioni; tuttavia la grande maggioranza delle sue azioni "criminali" sono dovute principalmente al suo disaccordo con le leggi, dato che l'unica cosa che sembra smuovere il suo interesse è la guida ad alta velocità.
Le caratteristiche principali del personaggio sono l'utilizzo costante e ripetitivo in ogni discorso della frase «Sul serio!» (Seriously), il frequente mimare una chitarra elettrica e l'estremo sessismo; difatti si rivolge costantemente a Shego come fosse un oggetto e non chiama mai nessuna donna per nome, inclusa Kim, cui si rivolge come "Rossa" (Red).
Motor Ed porta le sue due iniziali ("ED") tatuate sulla spalla sinistra, indossa sempre degli abiti in pelle da motociclista, ha i capelli lunghi e biondi pettinati a mullet e dei folti mustacchi.
Il suo nome è un omaggio ai Motörhead, mentre il suo design è ispirato a Lemmy Kilmister.
In originale è doppiato da John DiMaggio, mentre in italiano da Roberto Stocchi.

#### Camille Léon
Camille Léon è una fashion designer ed ereditiera multimilionaria originaria di Miami che, dopo essere stata diseredata dalla sua famiglia a causa del suo eccessivo dispendio economico e delle sue dissolutezze, decide di darsi al crimine per mantenere l'alto tenore di vita cui è abituata; dunque, insieme alla sua gattina siamese nuda, Debutante (innamorata di Rufus), si scontra più volte con il Team Possible durante la quarta stagione.
Un anno prima del suo debutto sugli schermi, Camille si sottopose ad un intervento di chirurgia plastica sperimentale che, come effetto collaterale, le conferisce la capacità di mutare le proprie sembianze a piacimento; caratteristica che la rende un'avversaria parecchio insidiosa per i due protagonisti.
Il suo nome è un gioco di parole con la parola "chameleon", letteralmente: camaleonte; ovvio riferimento ai suoi poteri. Il personaggio trae ispirazione da Paris Hilton, Mystica, Sharpay Evans e Donatella Versace.
In originale è doppiata da Ashley Tisdale mentre in italiano da Francesca Manicone.

### Secondari

#### Adrena Lynn
Adrena Lynn è una star televisiva di un programma in cui tenta imprese estreme o mortali, grazie alle quali gode di una grande popolarità nel mondo di Kim Possible. Nel momento in cui Kim, scopre casualmente che tutte le sue imprese sono state abilmente truccate o falsificate sbugiardandola di fronte ai media, la donna tenta di vendicarsi; tuttavia Kim la porta con sé in volo sopra Middleton facendole provare per la prima volta una vera esperienza estrema e terrorizzandola a morte di modo da farle capire che fingere imprese mortali non è come compierle.
Inizialmente progettata per essere usata come un avversario ricorrente, Adrena Lynn si rivelò piuttosto impopolare per l'audience, motivo per il quale scompare dalle scene dopo il suo episodio d'esordio per poi ricomparire nella scena finale della serie in un breve cameo al tavolo di DNAmy e Lord Monkey Fist.
Il suo nome è un gioco di parole con la parola "adrenaline", letteralmente: adrenalina.
In originale è doppiata da Rachel Dratch.

#### Aviarius
Aviarius, autoproclamatosi "Il signore oscuro del regno volatile" (the Dark Master of the Winged World) era l'arcinemico del Team Go prima della sua disfatta. Criminale ossessionato dagli uccelli, indossa un mantello ed un copricapo piumati, nonché degli stivali simili alle zampe di un rapace. In battaglia si serve spesso di missili colibrì e fenicotteri robot giganti.
Tenterà di distruggere i vecchi avversari sottraendo loro i poteri ma verrà fermato da Kim.
In originale è doppiato da Richard Steven Horvitz e in italiano da Corrado Conforti.

#### Bates
Bates è il fedele maggiordomo di Lord Monkey Fist, in seguito all'ottenimento di questi del Mistico Potere della Scimmia, egli non farà più apparizioni e verrà sostituito dalle "Scimmie ninja" che accompagneranno le imprese del nobiluomo inglese fino al termine della serie.
Essendo stato arrestato al termine della sua prima apparizione, è probabile che Lord Monkey Fist, non necessitando più del suo aiuto, lo abbia lasciato in prigione nel momento in cui è evaso.
In originale è doppiato da Jeff Bennett e in italiano da Gerolamo Alchieri.

#### "Big Daddy" Brotherson
Mr. Brotherson, detto "Big Daddy", è uno dei maggiori capi dell'ambiente criminale nel mondo di Kim Possible. Qualunque cosa accada nel sottobosco malavitoso globale, tramite varie spie ed informatori, egli la sa. A causa di ciò viene utilizzato come informatore sia da Kim che dai suoi antagonisti, inoltre è spesso il fornitore delle armi e degli strumenti utilizzati dai nemici della ragazza. 
"Big Daddy" è un uomo obeso ed enorme, con un debole per i dolcetti, i giochi e gli indovinelli. Nonostante il prezzo dei suoi servigi sia generalmente molto elevato, corromperlo con una delle succitate cose risulta estremamente facile. A differenza di altri personaggi maschili della serie, non è corruttibile tramite tecniche di seduzione.
Quando si tratta di patteggiare affari particolarmente importanti al tavolo delle trattative Mr. Brotherson preferisce operare nel locale del Triangolo delle Bermude che ospita la cantante Roxy. È caratterizzato da un tono di voce molto pacato, sommesso ma comunque deciso e intransigente. Data la sua pigrizia fisica è poco propenso a spostarsi dai suoi salotti o a lanciarsi in imprese faticose.
In originale è doppiato da Maurice LaMarche e in italiano da Alessandro Ballico (1ª stagione) e Sergio Fiorentini (3ª stagione).

#### Chester Yapsby
Chester Yapsby è un uomo che, dopo aver creato tramite esperimenti genetici un esercito di scarafaggi giganti, sottrae al professor Acari un macchinario chiamato "roflex" al fine di controllandoli mentalmente per conquistare Middleton.
Viene ostacolato da Ron, che fa amicizia con uno degli scarafaggi.
In originale è doppiato da Stephen Root.

#### Dottor Fen
Dr. Fen è uno scienziato di robotica estremamente incompetente che collabora col dottor Possible. Inizialmente non chiaro come possa ricoprire tale posizione, dal momento che ogni sua invenzione gli si ritorce inesorabilmente contro, viene rivelato che, approfittando dell'anonimato in cui essa si avvolge, ha sempre sottratto le invenzioni della Porter spacciandole per sue.
In originale è doppiato da Tom Kenny e in italiano da Enrico Di Troia.

#### Elettronica
Elettronica (Electronique) è un'avversaria del Team Go, esperta di armi elettriche; Shego descrivendo le capacità dell'avversaria afferma: «Se qualcosa ha dei fili può trasformarlo in un'arma, se è già un'arma può trasformarlo in un'arma migliore».
Del passato del personaggio non si sa quasi nulla, salvo che, probabilmente, proviene da un paese est-europeo, dato l'accento con cui parla nel doppiaggio originale, inoltre i suoi occhiali laser hanno come design la bandiera della Lettonia. Essa sembra costituita da "metallo vivente", capelli inclusi, ed è in grado di emettere energia elettrica dalle mani. Sulla gamba sinistra è impiantato un generatore che rifornisce di elettricità il resto del corpo.
La donna bionica tenterà di controllare mentalmente il Team Go utilizzando una macchina per convertirne la personalità da buoni a malvagi, tuttavia così facendo renderà buona Shego che, alleatasi con Kim, sconfiggerà la criminale.
Di personalità acuta ed esuberante, è ossessionata dalla tecnologia futuristica, dai fenomeni elettrici, dalle bevande energetiche, dalle scienze in generale e dalla manipolazione mentale.
In originale è doppiata da Kari Wahlgren e in italiano da Antonella Baldini.

#### Ninja della vergogna
I ninja della vergogna (Embarrassment Ninjas) sono una coppia di ninja esperti nell'imbarazzare la gente, assoldati da Drakken per mortificare Kim durante un appuntamento con Josh Mankey, in quanto la ragazza era stata irradiata da una sostanza che, in caso di imbarazzo, l'avrebbe fatta scomparire. A un passo dal riuscire, i due vengono ostacolati da Ron.

#### Eric il sintodrone
Il Sintodrone 901, altresì noto come Eric, è un essere artificiale costruito dal Dottor Drakken per impedire a Kim di interferire con i suoi piani. 
Viene progettato in modo tale da apparire bello, carismatico e attraente per una teenager qualsiasi, ma anche estremamente forte e spietato nel combattimento fisico. Ha la carnagione olivastra e tratti somatici sudamericani.
Egli conquista la ragazza e l'accompagna al ballo del liceo al solo scopo di poterla ingannare. Fingendo di essere stato preso in ostaggio da Shego, riesce ad attirare Kim nella trappola di Drakken per poterla catturare, neutralizzare ed umiliare. Verrà in seguito distrutto da Rufus che forandone la pelle ne provoca lo scioglimento.
Eric, sebbene in realtà fosse artificiale, è il primo antagonista della serie ad essere ucciso da uno dei protagonisti, inoltre la sua intromissione tra Kim e Ron chiarisce quelli che sono i veri sentimenti provati dai due.
In originale è doppiato da Ricky Ullman e in italiano da Alessandro Tiberi.

#### Il trio dell'occhio cattivone
Il trio dell'occhio cattivone (Evil Eye Trio) sono un gruppo di documentaristi che tengono d'occhio i vari criminali e li riprendono da vicino per poi realizzarne video per la TV in un programma chiamato "l'Occhio Cattivone per il Mascalzone" (Evil Eye for the Bad Guy), dove dispensano loro consigli di moda. Il loro show è un'evidente parodia de I fantastici cinque.

#### Falsetto Jones
"Falsetto" Jones è un famoso allevatore ed intenditore di cani nonché ladro di gioielli internazionale che deve il suo soprannome ad un non meglio precisato "incidente con l'elio". Kim e Ron si introducono alla sua annuale mostra canina allo scopo di recuperare un prezioso diamante sottratto dall'uomo.
Curiosamente, Jones è l'unico antagonista della serie che, dopo aver sistemato i due avversari in una trappola mortale resta a guardare per assicurarsi che muoiano piuttosto che andarsene; comportamento che Kim definisce "contro la tradizione dei cattivi".
In originale è doppiato da Phil Morris.

#### Lars
Lars, scagnozzo di Drakken, incaricato dirigente presso il Bueno Nacho di Middelton dallo stesso scienziato per favorire l'invasione dei Robot-Diablo.
In originale è doppiato da Diedrich Bader e in italiano da Mario Bombardieri.

#### Lucro Parsimonia
Lucro Parsimonia (Frugal Lucre), il cui vero nome è Francis Lurman, è un dipendente dello "Smarty Mart" di Filadelfia; ossessionato dal risparmio e dotato di grandi competenze informatiche, nel suo episodio d'esordio minaccia di distruggere Internet con un virus informatico a meno che ogni abitante della Terra non depositi un dollaro sul conto della sua banca in Svizzera.
La sua caratteristica principale è organizzare grandi colpi a basso prezzo, cosa che si estende anche alle pretese avanzate dai suoi ricatti, le quali risultano sempre estremamente economiche.
A seguito del suo tentato ricatto, egli viene arresto da Kim e, nel penitenziario in cui è rinchiuso, divide la cella con Drakken, di cui diventa un grande fan; tanto che, una volta uscito di prigione si offre di fargli da assistente e, nel finale della serie, presenzia alla cerimonia in cui questi riceve una medaglia di onorificenza da parte del governo degli Stati Uniti.
In originale è doppiato da Richard Kind, mentre in italiano da Danilo De Girolamo.

#### Fukushima
Fukushima (福島) è uno studente della scuola ninja Yamanouchi, che, dopo l'arrivo di Ron per via di uno scambio culturale organizzato dalle scuola e dal liceo di Middleton, non vedendo di buon occhio l'arrivo del "gajin" tradisce il suo maestro e, alleatosi con Lord Monkey Fist, tenta di impossessarsi della spada sacra dell'istituto: la "Lama Lotus". Verrà tuttavia fermato e sconfitto in combattimento da Ron.
In originale è doppiato da Dante Basco.

#### Hank Perkins
Henry "Hank" Perkins è un apprendista criminale che assisterà prima Drakken, poi Shego e infine Duff Killigan dopo che essi contraggono l'influenza. Accortosi della possibilità lucrativa offerta dal mondo della criminalità, deciderà dunque di aprire un'agenzia privata offrendo i propri servigi come lavoratore interinale del crimine.
In originale è doppiato da Rob Paulsen e in italiano da Stefano Onofri (solo 4ª stagione).

#### Jack Hench
Jacob "Jack" Hench è un ricco magnate a capo della multinazionale nota come Hench Corporation, che si occupa del rifornimento di manodopera e mezzi tecnologici d'ogni sorta ai supercriminali di tutto il mondo. Per sua stessa ammissione è a lui che si deve il termine "scagnozzi" (in inglese: Henchmen).
Nonostante sia in un certo senso responsabile da un punto di vista etico dei crimini compiuti da qualsiasi cattivo del mondo, come fa notare lo stesso Ron non è un vero e proprio antagonista ma unicamente «un uomo con un mestiere ambiguo».
In originale è doppiato da Fred Willard e in italiano da Stefano Mondini.

#### Jackie lo sciacallo
Jackie Oakes è il fondatore, proprietario e direttore della "GWA" ovvero la "Global Wrestling Association"; ci cui Ron è un grandissimo fan e che conta tra i suoi wrestler anche Re Dolore e Alluce d'acciaio.
Jackie espresse più volte il desiderio di salire sul ring coi suoi atleti, tuttavia a causa del suo nanismo non venne mai preso sul serio, fatto che causò un grande risentimento nell'uomo il quale, rubato un amuleto magico egizio donato, secondo la leggenda, a Cleopatra dal Dio Anubi, compie un rito che lo trasforma in un potentissimo uomo-sciacallo.
Tuttavia viene sconfitto da Kim, Ron e i suoi wrestler.
In originale è doppiato da Bill Barretta.

#### Malcolm Needious
Malcolm Needious, altresì noto come Il signore degli spettri (The Wraith Master), è un ossessivo giocatore del videogioco online "Everlot" (parodia di EverQuest), che porta la sua ossessione fino al punto di arrivare a desiderare letteralmente di "dominare il gioco", imprigionandovi gli altri giocatori e comportandosi da vero e proprio despota.
Oltretutto tenta, senza successo, di conquistare Zita Flores e farne la sua "regina". Viene sconfitto da Ron, dopo che questi convince tutti i giocatori a dare i loro poteri a Zita per sconfiggere Malcolm in un duello di spade.
In originale è doppiato da Martin Spanjers e in italiano da Luigi Ferraro.

#### Tata Nane
Nane è una babysitter pazza, un tempo direttrice di un'accademia per tate chiusa per via dei metodi troppo brutali. Nel momento in cui viene privata della cattedra, desiderosa di vendetta, costruisce una macchina capace di tramutare gli adulti in bambini superforti che in seguito sfrutta per commettere i suoi crimini.
Verrà fermata da Kim, che ammansisce la sua milizia di neonati grazie alle sue esperienze di babysitter.
In originale è doppiata da Jane Carr.

#### Gemini
Gemini, il cui vero nome è Sheldon Director, è il leader dell'organizzazione malavitosa globale detta "Malvagio Impero Mondiale" (Worldwide Evil Empire), frequentemente abbreviata in "MIM" (WEE). La sua organizzazione mira alla conquista del mondo e perciò loro scopo primario è l'annientamento della "GG" (GJ) acronimo di "Giustizia Globale" (Global Justice), fondata e diretta dalla sorella gemella dell'uomo, Betty, da lui odiata in quanto non gli ha mai concesso il ruolo di fratello maggiore; che a suo dire merita poiché nato quattro minuti prima.
Nonostante la sua enorme competenza nella malvagità, Gemini appare come antagonista principale in un solo episodio, a seguito del quale compare in forma di cameo nella quarta stagione. Tuttavia è il principale antagonista del videogioco DS Disney's Kim Possible: Global Gemini.
Gemini è dotato di una mano meccanica molto pericolosa che lo rende un avversario difficile da sconfiggere; inoltre è privo dell'occhio sinistro come la sorella lo è del destro.
In originale è doppiato da Maurice LaMarche e in italiano da Roberto Draghetti.

#### Scagnozzi vari
Gli Scagnozzi sono un elemento costante per tantissimi supercriminali; provengono tutti dalla Hench Co. di Jack Hench, da cui deriva il loro nome, e si mostrano spesso nell'affiancare vari furfanti all'interno della serie, come il Dr. Drakken, il Professor Dementor, i Señor o Gemini.
In italiano, gli scagnozzi hanno spesso le voci di Alessandro Ballico, Achille D'Aniello, Daniele Valenti e Luca Dal Fabbro.

#### Snowy
Snowy è un pupazzo di neve accidentalmente portato in vita e dotato di poteri tossici dal lago del campeggio "Voglia di pianto" (Wannaweep). Esso è stato eseguito con la neve depositata da una bufera creata tramite una "macchina del meteo" riempita dalle acque del suddetto lago, motivo per cui il pupazzo è di fatto un mutante.
Snowy Creerà un intero esercito di suoi simili con cui attaccherà Middleton, ma verrà fermato da Kim.
In originale è doppiato da Phil Morris.

#### Summer Gale
Summer Gale è una meteorologa televisiva che, a causa dell'età perde progressivamente ascolti. Per recuperare l'audience decide di provocare una nevicata su Middleton utilizzando le acque tossiche del lago del campeggio "Voglia di pianto" (Wannaweep), al fine di prevederlo nella sua trasmissione mentre gli altri programmi non se ne sarebbero mai accorti.
Il suo gesto criminale dà vita ai pupazzi di neve mutanti capitanati da Snowy. Sventato l'attacco dei suddetti esseri da Kim e Ron, resta ignoto se lo show della meteorologa sia ancora in onda, così come se sia stata o meno arrestata.
In originale è doppiata da Hallie Todd.

#### Sumo Ninja
Il Sumo Ninja è un guerriero assoldato da Drakken, nonché suo generale, con la stazza di un lottatore di sumo e l'agilità di un ninja. Inizialmente si esprime come una voce cavernosa ma poi, a seguito di una "smutandata" da parte di Ron Stoppable, incomincerà a parlare in falsetto.
In originale è doppiato da Kevin Michael Richardson e in italiano da Alessandro Ballico.

#### Feshionistas
I Feshionistas sono tre criminali ossessionati ed esperti di moda resisi colpevoli di svariati furti di capi firmati e del commercio di imitazioni. I membri della gang sono:
- Chino (Charlie Schlatter)
- Espadrille (Tara Strong)
- Hoodie (Gwendoline Yeo)

Sebbene all'apparenza sembrino solo semplici ladruncoli, essi sono in realtà tutti e tre dei superbi combattenti.

#### Cavalieri di Rodigan
I Cavalieri di Rodigan sono un ordine simile ai Templari, nato nel regno fittizio di Rodigan. Essi discendono dai cavalieri che servirono sotto il sovrano dittatoriale Wallace I, antenato della stirpe dei re di Rodigan che, secondo una profezia, sarebbe finita col terzo sovrano recante tale nome. Essi giurarono di rendere veritiera tale previsione e, per generazioni perpetrarono la causa e, quando questi raggiunge la fanciullezza, tentano di uccidere il discendente del tiranno, Venendo però ostacolati da Kim. I due cavalieri in italiano sono doppiati da Alessandro Ballico e Mario Bombardieri.

#### Il Matemastolto
Il Matemastolto (The Mather) è un vecchio nemico del Team Go ossessionato dalla matematica fino al punto da usare termini facenti parte del linguaggio algebrico nel parlato quotidiano. Sarà sconfitto dal padre di Ron tramite la sua stessa medicina; l'uomo infatti si rivela un calcolatore migliore di lui.
In originale il suo nome è un gioco di parole tra "Math" (matematica) e "Master" (padrone). Ma essendo pronunciato per la prima volta da un uomo con problemi nel pronunciare le sibilanti, per mantenere la conseguente gag dovuta al fraintendimento (Kim pensa intendesse "Master") si è tradotto, nell'edizione italiana, in modo che comprendesse la sillaba "S".
In originale è doppiato da Brian Stepanek e in italiano da Nanni Baldini.

#### Vinnie Wheeler
Vincent "Vinnie" Wheeler è un truffatore che, dopo essere stato assunto dai Senior Senior, puntando sull'assoluta ingenuità dell'ereditiero, gli fa firmare un contratto che autorizza la cessione a suo nome e, dunque, sottrae l'intera fortuna dei due sotto il loro naso.
In originale è doppiato da Rob Paulsen.

#### Warmonga e Warhok
Warmonga e Warhok sono gli unici nemici alieni comparsi nella serie. Essi provengono da un pianeta di nome Lorwardia, che durante lo show viene solamente menzionato ed il cui nome è un gioco di parole con "warlord", letteralmente: Signore della guerra, cosa che definisce perfettamente il loro carattere bellicoso e la loro cultura quasi vichinga. I Lawardiani sono esseri giganteschi dalla morfologia umanoide, con i capelli verde scuro, gli occhi gialli e la pelle verde chiaro. Essi si riferiscono a sé stessi in terza persona, vestono tendenzialmente abiti di colore porpora e talvolta sfoggiano delle pitture facciali. Sono dotati di attributi fisici superumani, non percepiscono la stanchezza e sono virtualmente invulnerabili e inamovibili.
Warmonga compare in uno dei primi episodi della quarta stagione e viene raggirata da Drakken che le fa credere di essere una divinità, tuttavia capito l'inganno si ribella allo scienziato e torna al suo paese natale, per poi tornare sulla Terra nell'ultimo episodio assieme al compagno Warhok, re di Lowardia, e tentare di conquistarla per vendicarsi dello smacco.
Warmonga e Warhok si distinguono per tre caratteristiche peculiari: l'appartenenza ad una razza aliena, il fatto che siano gli unici avversari capaci di sconfiggere la protagonista e l'essere stati gli unici personaggi viventi uccisi da un membro del Team Possible: Ron.
Il loro nomi sono giochi di parole con "War Monger", letteralmente: mercante di guerra; e "War Hawke", letteralmente: falco di guerra.
In originale Warmonga è doppiata da Kerri Kenney-Silver e Warhok da Ron Perlman mentre Warmonga in italiano è doppiata da Stefania Romagnoli e Warhok in italiano da Paolo Marchese.

#### Striscia Bianca
Striscia Bianca, il cui vero nome è Rudolph Farnsworth, è un attore televisivo noto per la serie "Furetto Impavido" (Fearless Ferret), parodia della serie televisiva di Batman anni '60. Nel serial, egli recitava la parte di un antagonista comparso in un solo episodio, similmente a North, con la cancellazione del programma ha perso il contatto con la realtà e si è convinto di essere realmente il suo personaggio.
in originale è doppiato da John C. McGinley e in italiano da Roberto Stocchi.

#### Yono il distruttore
Yono (与野), eufemisticamente detto Il Distruttore (駆逐艦), è un'entità mistica rilasciata da Lord Monkey Fist; il quale per avere un'alleanza con lui fa una sorta di patto col diavolo. L'inarrestabile creatura si reca allora alla scuola ninja Yamanouchi e trasforma in pietra Rufus, Kim e Sensei, tuttavia viene fermato dai poteri mistici di Hana Stoppable, che lo rimanda nella sua dimensione demoniaca.
A seguito di tale fallimento Yono diviene di pietra e viene posto in cima al "Grande Tempio della Scimmia" come guardiano, dunque Monkey Fist, che a causa del suo patto deve "seguire le orme di Yono" va incontro al medesimo destino.
In originale è doppiato da Clancy Brown e in italiano da Mario Bombardieri.

#### Roxy
È una delle cantanti più ricorrenti nei locali di lusso frequentati dai cattivi della serie. A differenza delle altre cantanti e popstar meno ricorrenti (Britina, MC Honey, Starlet) Roxy non parla mai ma appare esclusivamente mentre sta cantando, e non partecipa mai attivamente alle dinamiche narrative ma funge solamente da spettatrice. È caratterizzata da un neo sul viso simile a quello di Marilyn Monroe e canta prevalentemente soul e blues nel locale per cattivi situato nel Triangolo delle Bermude.

#### Zorpox il conquistatore
Zorpox, eufemisticamente detto Il Conquistatore, è l'alter ego malvagio di Ron Stoppable. Egli emerge per la prima volta quando il ragazzo si trova esposto a un marchingegno noto come Atteggiatore, capace di assorbire la parte buona e cattiva di una persona, per poi rilasciare una delle due a scelta. Nel tentativo di impedire a Drakken di diventare più malvagio, Ron lo rompe, facendo diventare lo scienziato buono e sé stesso cattivo.
Come criminale si dimostra molto al di sopra di chiunque l'abbia preceduto: oltre che dotato di un incredibile intelletto e di straordinarie capacità ingegneristiche, che gli permettono di costruire in un giorno ben due armi apocalittiche, riesce a ingannare la protagonista con un piano fasullo per distrarla, e viene fermato in extremis proprio da Drakken, che usando l'Atteggiatore riporta le cose alla normalità.
Questa versione fa una seconda comparsa in un episodio della quarta stagione, dopo che Ron subisce l'effetto di un apparecchio simile all'Atteggiatore, in quest'occasione dà dimostrazione di forza, agilità e conoscenza delle arti marziali sorprendenti, probabilmente attingendo al Mistico Potere della Scimmia, esso riesce a sconfiggere una trentina di avversari nello spazio di pochi secondi e a mettere in serissime difficoltà la supercriminale Elettronica. Infine viene di nuovo colpito, tornando quello di sempre.
Zorpox è l'unico personaggio a possedere un tema musicale: Toccata e fuga in Re minore di Johann Sebastian Bach.

## Personaggi secondari

### Cheerleader di Middleton
Le Cheerleader di Middleton sono la squadra di ragazze pon-pon cui sono affiliate anche Kim, Tara e Bonnie; nel corso degli episodi compaiono però anche altre componenti le quali, tuttavia, hanno un ruolo estremamente secondario:
- Crystal: Amica di Bonnie ma non avversa a Kim, ha i capelli castani ricci e gli occhi verde scuro.
- Jessica: Amica di Bonnie ma anche di Kim, ha i capelli biondi lunghi, le lentiggini e gli occhi azzurri.
- Elizabeth "Liz": Amica di Kim ma non avversa a Bonnie, ha i capelli rossi lunghi, raccolti da una bandana viola, e gli occhi scuri.
- Hope: Amica di Bonnie ma non avversa a Kim, è di origine asiatica, ha i capelli neri lunghi e gli occhi scuri.
- Marcella: Amica di Kim ma anche di Bonnie, è di origine araba, ha i capelli neri lunghi, un neo sopra il labbro destro e gli occhi scuri.

Le cheerleader di Middleton fanno il tifo per la squadra fittizia dei "Mad Dogs", ovvero il team di football del liceo cittadino.

### La famiglia Possible

La famiglia Possible; da sinistra a destra: Jim, Tim, Ann e Kim Possible; dietro il tavolo James T. Possible.

#### Dottor Possible
Dr. James Timothy Possible è il padre di Kim, laureato astrofisica, esperto di razzi ed ingegnere spaziale di professione.
Da giovane studiò presso il "Middleton Institute of Science and Technology" ("MIST") dove fu compagno di Ramesh, Bob Chen e Drew Lipsky. Il suo migliore amico fin dai tempi del liceo è invece l'uomo che in seguito divenne il senatore delle Hawaii. Pare sia un fan sfegatato delle storie di fantascienza.
Il suo rapporto con la figlia è estremamente intimo e confidenziale, James tratta Kim da ragazza matura e si fida molto di lei, ma a prescindere da ciò pensa ancora a lei come alla sua piccola Kimmy (Kimmy-Cub) e spesso non si rende conto quando la mette in imbarazzo. D'altronde la figlia ha talmente tanta stima di lui da non farglielo quasi mai notare.
Il suo nome, rivelato solamente nel film, è particolarmente esplicativo del gioco di parole familiare: abbreviato diviene infatti "Jim Possible" e rima con impossible, proprio come quello di Kim, Inoltre i nomi dei gemelli sono derivati da quelli del padre.
In originale è doppiato da Gary Cole, mentre in italiano da Lucio Saccone.
- Nella seconda e terza parte dell'episodio speciale Viaggio nel tempo (A Sitch in Time), vengono rispettivamente mostrate la versione giovanile e futura del personaggio. La prima mentre accompagna all'asilo la figlia con la moglie, in attesa dei gemelli, ed incoraggia la figlia a non avere paura di ciò che l'aspetta; la seconda in un breve cameo dove viene spiegato abbia guidato la migrazione dei terrestri sul suolo lunare per sfuggire alla tirannia di Shego.

#### Dottoressa Possible
Dr. Ann Possible, è la madre di Kim, di professione neurochirurga e spesso apostrofata dalla figlia: "dottore del cervello".
Della sua gioventù viene rivelato ben poco, tuttavia la si sa essere originaria di Upperton e laureatasi appunto alla "University of Upperton" prima di ricevere una proposta di lavoro presso l'ospedale di Middleton.
Il rapporto con la figlia è meno intimo di quello che Kim condivide col padre, ma nonostante ciò è più frequente che la ragazza si rivolga a lei per risolvere i problemi tipici dell'adolescenza che Ann comprende meglio. Le due hanno svariate discussioni madre-figlia che permettono a Kim di comprendere meglio i suoi sentimenti.
Sebbene sia presente fin dall'inizio della serie il suo nome è svelato solamente nell'ultimo episodio dal fratello di suo marito, Slim, facendo emergere che il secondo nome della protagonista è dovuto a quello materno.
In originale è doppiata da Jean Smart, mentre in italiano da Antonella Giannini.
- Nella seconda e terza parte dell'episodio speciale Viaggio nel tempo (A Sitch in Time), vengono rispettivamente mostrate la versione giovanile e futura del personaggio. La prima mentre, incinta dei gemelli, accompagna all'asilo la figlia assieme al marito; la seconda in un breve cameo dove viene spiegato abbia guidato la migrazione dei terrestri sul suolo lunare per sfuggire alla tirannia di Shego.

#### Jim & Tim Possible
James "Jim" Possible e Timothy "Tim" Possible sono i due fratelli minori di Kim. Sono gemelli e hanno degli atteggiamenti letteralmente pestiferi, tuttavia spesso aiutano la sorella nelle missioni. Nella quarta stagione, a causa della loro intelligenza superiore alla media, frequentano la stessa scuola di Kim e l'aiutano più di frequente contro i suoi avversari.
La caratteristica distintiva dei gemelli Possible e di completarsi a vicenda le frasi o addirittura parlare all'unisono. È possibile distinguerli l'uno dall'altro poiché Jim veste sempre con magliette o giacche di colore verde, mentre Tim veste unicamente magliette o giacche rosse. Spesso fanno uso di esclamazioni di loro invenzione quali «Hick-a-bick-a-boo» e «Hoo-sha».
In originale sono doppiati da Shaun Fleming le prime tre stagioni, e da Spencer Fox la quarta. Mentre in italiano sono doppiati da Tatiana Dessi le prime e da Maura Cenciarelli l'ultima.
- Nella terza parte dell'episodio speciale Viaggio nel tempo (A Sitch in Time) vengono mostrate le versioni future di Jim e Tim, i quali sono divenuti guerriglieri secondi in comando di Wade nella "Resistenza Anti-Shego".
Tali versioni dei due sono doppiate in originale da Freddie Prinze Jr. e in italiano da Simone Crisari e Stefano Crescentini.

#### Nana Possible
Nana Possible è la nonna paterna di Kim e madre di James, June e "Slim". Nonostante sembri solamente una vecchietta inoffensiva è in realtà una combattente migliore della nipote, cintura nera di Tang Lang Quan Kung Fu (螳螂拳) in uno Shàolín-sì.

Durante la seconda guerra mondiale è stata un'aviatrice, nonché la prima donna ad ultimare il "Basic Underwater Demolition Course" della marina militare statunitense. Successivamente si ritira in una casa di riposo in Florida.
Kim non venne mai messa al corrente di nulla al riguardo dell'avventuroso passato della donna; fino al giorno in cui nonna e nipote non si sono trovate fianco a fianco a combattere Drakken e Shego.
In originale è doppiata da Debbie Reynolds e in italiano da Cristina Grado.

#### Larry Possible
Lawrence "Larry" Possible è un cugino di Kim. Sua madre June Possible è la sorella del dottor Possible e di "Slim", per cui non è mai stato rivelato il cognome di Larry. Parrebbe tuttavia logico pensare che sia Possible, dal momento che June non sembra essere sposata ed ha cresciuto il figlio da sola.
Larry ha un ruolo da comparsa nella prima stagione, mentre nella quarta avrà importanza maggiore, riuscendo a sconfiggere il Professor Dementor. Viene rappresentato come uno stereotipato nerd, maniaco dei giochi di ruolo, con occhiali, denti sporgenti e brufoli; tratta la realtà come un'immensa partita, ed ironicamente in alcune occasioni sembra avere ragione.
In originale è doppiato da Brian Posehn, mentre in italiano nella prima stagione da Fabrizio Mazzotta e in seguito da Luigi Ferraro.

#### Slim Possible
"Slim" Possible è il fratello maggiore del dottor Possible e dunque zio di Kim. È un individuo rude ed eccentrico che agisce, si veste e parla come un cowboy. Entrambi i fratelli Possible concorsero per la mano di Ann, ed alla fine fu James a conquistarla. Nonostante ciò tra i due esiste un rapporto di reciproca stima ed amore fraterno, sebbene alcuni atteggiamenti di Slim verso la cognata risultino vistosamente troppo espansivi. Slim si rivolge a suo fratello chiamandolo "schizzo" (squirt) pur sapendo quanto odi tale nomignolo.
Viene fatto intendere che "Slim" non sia il vero nome dell'uomo ma solo un diminutivo di un nome non meglio precisato. Non si sa nulla di sua moglie ma ne parla in maniera estremamente affettuosa.
In originale è doppiato da Gary Cole.

#### Joss Possible
Jocelyn "Joss" Possible è una cugina di Kim, figlia di "Slim" Possible e della sua mai menzionata moglie. Essa coltiva una profonda ammirazione per la cugina, che tenta di emulare in ogni modo, tuttavia dopo averla seguita in missione si rende conto che effettivamente Kim può fare davvero qualsiasi cosa, motivo per cui non risulta incredibile che lo faccia, ed il suo idolo diviene Ron; che pur non sapendo far nulla si butta nell'azione.
Non essendo mai stato confermato il cognome di Larry; oltre alla madre di Kim, Joss è l'unica Possible il cui nome non si basa sul gioco di parole con "impossible".
In originale è doppiata da Tara Strong.

#### Mim Possible
Miriam "Mim" Possible è un'antenata di Kim. Ai tempi dei padri fondatori, Miriam era una giornalista della cittadella di Middleton, che fu accusata di aver rubato un illuminatore elettro-statico dal suo inventore e costretta alla fuga per non essere messa in prigione.
Sebbene il suo amico Jon indagò tutta la sua vita per scagionarla dalle accuse, l'innocenza di Miriam non fu mai provata e per questo venne considerata la "pecora nera dei Possible". Sarà in seguito Kim a riabilitare l'antenata dimostrando che i veri ladri altri non erano che gli antenati di Shego e Drakken: Ms. Go e Bart Lipsky.
In originale è doppiata da Christy Carlson Romano e in italiano da Valentina Mari.

### La famiglia Stoppable

#### Mr. Stoppable
Mr. Stoppable è l'innominato padre di Ron. Di professione fa l'attuario, e per questo è sempre in giro per il mondo. Il signor Stoppable nonostante sembri una persona inoffensiva è in realtà un genio del calcolo delle variabili e a differenza del figlio è un uomo pieno di risorse.
È dotato di grande saggezza, svolge le attività di guardaboschi e vigile del fuoco volontario, ed è perfettamente capace di farsi rispettare da chiunque; in un'occasione ha sconfitto Il Matemastolto e lo ha costretto alla resa semplicemente "usando la matematica", evento a seguito del quale Ron ha scritto un tema su di lui descrivendolo come un supereroe della vita reale. Tale scritto è stato valutato con una "A+" dal preside Barkin, il quale ha inoltre commentato: "Tuo padre è un grande!".
Lui e Ron hanno un ottimo rapporto sebbene si vedano raramente a causa del lavoro da esso svolto. Il padre di Ron lo appoggia sempre in qualunque impresa in cui si avventuri ed è forse l'unico personaggio ad essere sempre fiero di lui.
In originale è doppiato dal leggendario attore Elliott Gould, mentre in italiano da Giorgio Locuratolo fino alla seconda stagione, e da Gerolamo Alchieri dalla terza in poi.
- Nella terza parte dell'episodio speciale Viaggio nel tempo (A Sitch in Time), viene presentata, in un breve cameo, la versione futura del personaggio il quale si è messo a lavorare come attuario sulla luna.

#### Mrs. Stoppable
Mrs. Stoppable è l'innominata madre di Ron. Nonostante abitino insieme e si vedano più di frequente rispetto che col padre, Ron e sua madre non sembrano particolarmente legati nonostante condividano dell'affetto reciproco.
Ha l'abitudine di riferire al figlio le decisioni che prende solo dopo averle prese ma, a discapito di ciò essa sembra molto affezionata a Ron e Han.
La presenza del personaggio sulle scene è estremamente scarsa.
In originale è doppiata da Andrea Martin.

#### Han Stoppable
Hana "Han" Stoppable è la sorella adottiva di Ron. È una neonata giapponese adottata dalla famiglia Stoppable all'inizio della quarta stagione, Ron diviene subito molto protettivo verso di lei e vi condivide un forte rapporto d'affetto.
A dispetto delle apparenze, Hana è in realtà dotata di un'inesauribile energia mistica interiore, che l'attraversa come una sorta di flusso e con cui è in grado di sconfiggere anche entità mistiche come Yono.
Il suo nome significa letteralmente "uno" in coreano (하나) e "fiore" in giapponese (花); inoltre è un gioco di parole con l'aggettivo "unstoppable", letteralmente: "inarrestabile".
In originale è doppiata da Grey DeLisle.

#### Shawn Stoppable
Shawn Stoppable è un cugino di Ron. Ha sette anni e un carattere da vero teppista; è solito fare scherzi terribili al cugino, forte della personalità remissiva di questi. Inoltre ha una lucertola domestica che ha tentato più volte di mangiare Rufus.
A seguito dell'inizio della relazione tra Kim e Ron, la ragazza incoraggerà quest'ultimo ad essere più autoritario col cugino; strategia che riscuoterà successo.
In originale è doppiato da Tara Strong.

#### Reuben Stoppable
Reuben Stoppable è un cugino di Ron. Appare unicamente durante il suo matrimonio con una donna il cui cognome è Starter. Essendo il matrimonio "Stoppable-Starter" viene fatto intendere che sia uno Stoppable, inoltre è probabilmente il fratello maggiore di Shawn.

#### Jon Stoppable
Johnathan "Jon" Stoppable è un antenato di Ron. Ai tempi dei padri fondatori, Jon era un detective e un grande amico di Mim Possible, e, dopo che questa venne accusata di furto e costretta alla latitanza, egli tentò per tutta la sua vita di scagionarla ma, essendo dotato di un acume simile a quello del discendente, fallì miseramente nell'impresa.
Jon fu uno dei primi sostenitori dei taco a Middleton quando questi non erano ancora un alimento conosciuto; oltretutto è una presenza abbastanza ricorrente nei sogni e nelle allucinazioni del discendente.
In originale è doppiato da Will Friedle, mentre in italiano da Marco Vivio.

### La famiglia Load

#### Lontaine Load
Lontaine Load è il padre di Wade. Nominato ma mai comparso sugli schermi, svolge un imprecisato lavoro che lo costringe a viaggiare di continuo; ragione per la quale non è mai a casa ma trova sempre il modo di farsi perdonare le lunghe assenze dalla famiglia.
Lo stesso nome del personaggio è un riferimento alla sua lontananza.

#### Mrs. Load
Mrs. Load è l'innominata madre di Wade. Ha praticamente cresciuto il figlio da sola a causa del lavoro di Lontaine; spesso sembra infastidita dalle mancate presenze del marito, ma esso trova sempre il modo di farsi perdonare.
Il suo nome non è mai stato rivelato nonostante le costanti apparizioni.
In originale è doppiata da Roz Ryan.

#### Wayne Load
Wayne Load è il prozio di Wade. Ai tempi dei padri fondatori, Wayne era un giovane fotografo e, quando Mim venne accusata di aver rubato un illuminatore elettro-statico dal suo inventore e costretta alla latitanza, egli era presente in qualità di testimone oculare.
Essendo ancora vivo in data di svolgimento della serie, a 110 anni d'età, egli sarà interrogato da Kim nel corso delle sue indagini sull'evento, e la sua deposizione sarà di grande aiuto alla ragazza per riabilitare il nome dell'antenata.
In originale è doppiato da Tahj Mowry e in italiano da Daniele Raffaeli.

### La famiglia Lipsky

#### Mrs. Lipsky
Mrs. Lipsky è l'innominata madre di Drakken. Donna iperprotettiva che pare aver cresciuto il figlio da sola, nel momento in cui questi inizia la sua attività criminale la convincerà di essere il presentatore di una rubrica di consigli radiofonici; preferendo che rimanga all'oscuro delle sue reali attività fino al giorno in cui dovesse riuscire a conquistare il mondo.
Madre e figlio condividono un sincero rapporto d'affetto ed essa gli si rivolge chiamandolo "Drubino" (Drewbie); nonostante ciò la donna ha anche un carattere tanto forte da riuscire a mettere i piedi in testa perfino a Shego e per questo spesso Drakken ne ha quasi paura.
In originale è doppiata da Estelle Harris e in italiano da Graziella Polesinanti.

#### Bart Lipsky
Bartholomew "Bart" Lipsky è un antenato di Drakken. Egli, assieme alla sua assistente, la mercenaria Ms. Go, antenata di Shego, sottrasse un luminatore elettro-statico dal suo inventore ma venne colto in flagrante da Mim Possible, antenata di Kim, fatto che lo costrinse alla fuga ed allo smarrimento dell'oggetto.
Né l'uomo, né la sua assistente, ad ogni modo, vennero mai accusati del furto, dal momento che la colpa ricadde su Mim; la quale fu costretta alla latitanza per il resto della sua vita.
In originale è doppiato da John DiMaggio e in italiano da Ambrogio Colombo.

### La famiglia Rockwaller

#### Mrs. Rockwaller
Mrs. Rockwaller è l'innominata madre di Bonnie. Opposto caratteriale di tutte le sue figlie, essa si presenta come una donna entusiasta, gioviale ed amichevole; seppur involontariamente, la donna è fonte continua di imbarazzo per la figlia, che tende a trattare come fosse ancora una bambina e che chiama affettuosamente "Bon-Bon".
Di suo marito non si sa nulla, ma viene fatto intendere che sia divorziato dal lei o defunto, ad ogni modo non presente nel nucleo familiare.
In originale è doppiata da Jo Anne Worley.

#### Connie & Lonnie Rockwaller
Constance "Connie" Rockwaller e Lorraine "Lonnie" Rockwaller sono le sorelle maggiori di Bonnie. Rispettivamente la primogenita e la secondogenita, esse maltrattano la sorella minore e la umiliano ogni giorno distruggendola psicologicamente. Della loro famiglia amano dire che: «Connie ha il cervello, Lonnie il fascino e Bonnie il resto».
In accordo con quanto affermato dalla sorella minore inoltre, pare che sia Connie che Lonnie si siano sempre aggiudicate tutte le competizioni, scolastiche e non, cui abbiano preso parte.
In originale sono doppiate entrambe da Kirsten Storm.